# Леонардо Паїс
Леонардо Паїс (ісп. Leonardo Pais, нар. 7 липня 1994, Мінас) — уругвайський футболіст, півзахисник клубу «Альбіон». Виступав також за низку уругвайських та закордонних клубів, а також молодіжну збірну Уругваю.

## Клубна кар'єра
Леонардо Паїс народився 1994 року в місті Мінас, та є вихованцем футбольної школи клубу «Дефенсор Спортінг». У 2012 році футболіст розпочав виступи в основній команді клубу, в якій грав до 2016 року, взявши участь у 33 матчах чемпіонату.
У 2016 році Паїс перейшов до складу клубу «Монтевідео Сіті», в якому грав до 2019 року. У 2019 році уругвайський півзахисник перейшов до мексиканського клубу «Хуарес», проте ще в цьому році повернувся на батьківщину до клубу «Ліверпуль» (Монтевідео), в якому грав до 2020 року. У 2020 році Паїс став гравцем клубу «Монтевідео Вондерерс», у якому грав до 2022 року.
У другій половині 2022 року уругвайський футболіст грав у складі бразильського клубу «Крузейру», а з початку 2023 року знову виступав за клуб «Монтевідео Вондерерс». У 2024 році Паїс грав у складі чилійського клубу «Депортес Копіапо». З 2025 року футболіст грає на батьківщині в клубі «Альбіон».

## Виступи за збірні
У 2010 році Леонардо Паїс дебютував у складі юнацької збірної Уругваю, загалом на юнацькому рівні взяв участь у 15 іграх, відзначившись одним забитим голом. У складі юнацької збірної брав участь у юнацькому чемпіонаті світу з футболу, на якому уругвайська юнацька збірна зайняла друге місце.
Протягом 2012—2013 років Леонардо Паїс грав у складі молодіжної збірної Уругваю. У складі молодіжної збірної футболіст брав участь у молодіжному чемпіонаті світу 2013 року, на якому уругвайська молодіжка зайняла друге місце. На молодіжному рівні зіграв у 14 офіційних матчах.